# Aphelandra rigida
Aphelandra rigida là một loài thực vật có hoa trong họ Ô rô. Loài này được Glaz. ex Mildbr. mô tả khoa học đầu tiên năm 1930.